# Studium (rivista)
Studium. Rivista di vita e di cultura è un periodico bimestrale di ispirazione cattolica pubblicato a Roma.

## Storia
«Studium» fu fondata nel 1906 a Firenze come rivista della Federazione Universitaria Cattolica Italiana (FUCI). Gli universitari cattolici italiani avevano già avuto in precedenza una loro rivista, La Vita Nova (1895-1896), nata nell'ambito dell'Opera dei Congressi.

Il primo numero uscì il 15 gennaio. La storia della rivista può essere divisa in tre parti:
Dalla fondazione al 1922
Il primo redattore capo della rivista è Mario Augusto Martini, fiorentino, presidente della FUCI.

Temi portanti di «Studium» sono: i problemi dell'istruzione universitaria, la libertà di insegnamento, i rapporti tra fede e cultura moderna.

La rivista prende posizione nei confronti del movimento democratico-cristiano di Romolo Murri e del modernismo. In questo periodo «Studium» si afferma come la rivisita culturale di riferimento del mondo laico cattolico italiano.
Dal 1923 al 1945
Dopo una breve parentesi bolognese, coincisa con la direzione di Guido Lami (1923-1925), nel 1925 «Studium» viene trasferita definitivamente a Roma. La direzione della rivista è assunta dal presidente della FUCI, Igino Righetti. Inizia la collaborazione di monsignor Giovanni Battista Montini (futuro Papa Paolo VI), assistente nazionale della FUCI dal 1925 al 1933. Nel 1927 Montini fonda la casa editrice Studium, omonima della rivista. Le sue note apparse su «Studium» dal 1926 al 1931 verranno pubblicate in volume con il titolo Coscienza universitaria.

Durante la dittatura fascista la rivista è costretta a seguire le direttive editoriali del regime. Nel 1933 «Studium» diventa organo del nascente Movimento Laureati di Azione Cattolica.
Dal 1945 alla fine del XX secolo
Nel 1945, dopo la Liberazione, assume la direzione della rivista Aldo Moro, già presidente nazionale FUCI dal 1939 al 1941. Il tema portante di «Studium» in quegli anni è la responsabilità del mondo cattolico nell'opera di ricostruzione politica ed economica del Paese.
Negli anni settanta «Studium» affronta i maggiori nuclei concettuali del pensiero contemporaneo con fascicoli monografici, saggi e interventi critici. Un nuovo tema che viene posto all'attenzione del pubblico è quello della bioetica, di cui si cerca di esplicitare una visione cristiana, assieme ad altri temi del momento, come i diritti umani e la convivenza civile.